# Miracolo

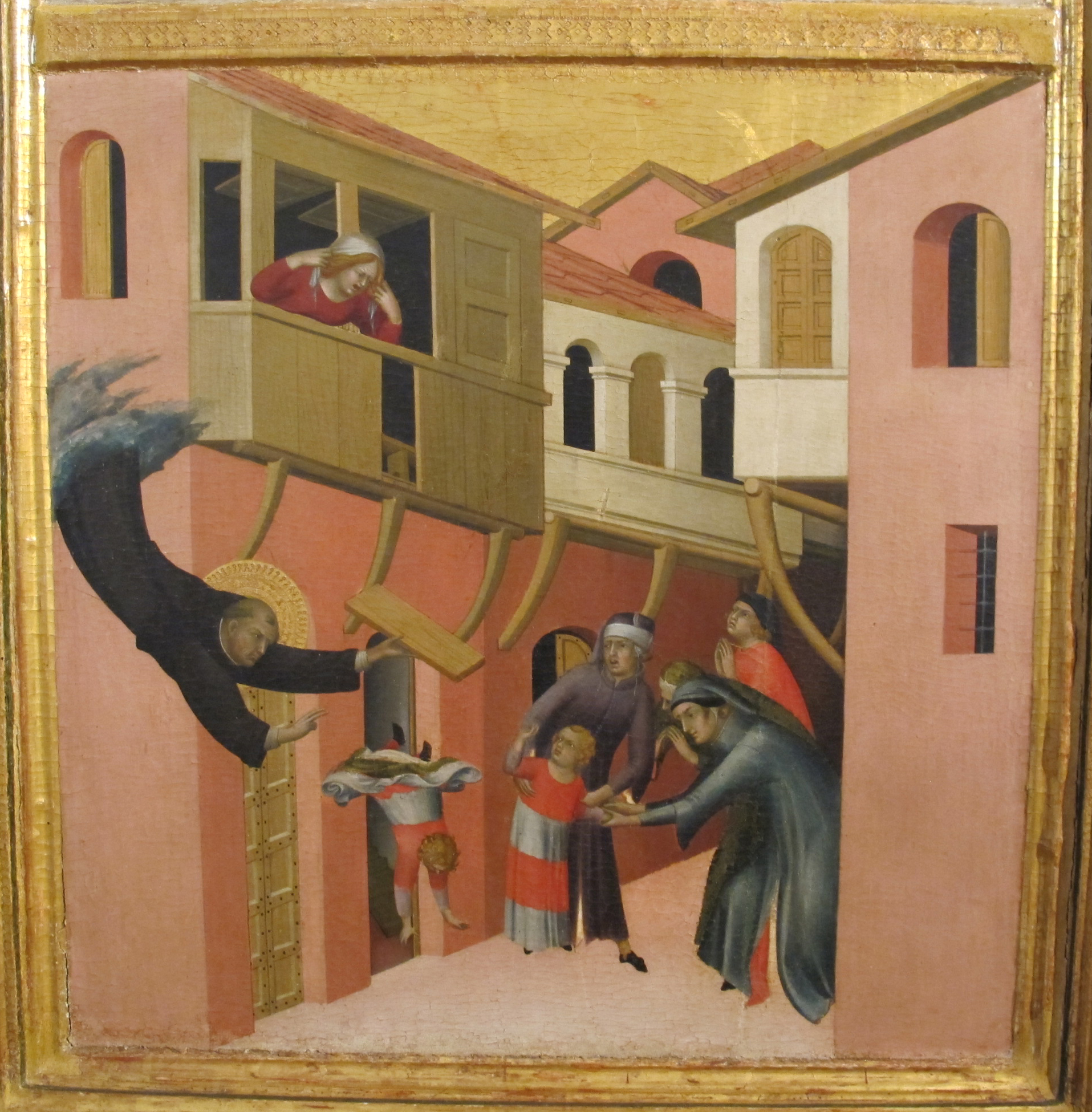
Simone Martini, Miracolo del beato Novello, Siena, Pinacoteca Nazionale

Un miracolo (dal latino «miraculum», cosa meravigliosa), in teologia, è un evento straordinario, al di sopra delle leggi naturali, che si considera operato da Dio direttamente o tramite una sua creatura. Nel linguaggio comune, per estensione, il termine miracolo indica anche un fatto eccezionale, che desta meraviglia. Colui che si ritiene abbia compiuto dei miracoli  è detto anche taumaturgo.
Sui fatti ritenuti miracolosi si è sviluppato storicamente un dibattito tra i sostenitori della loro natura divina e i sostenitori di un approccio razionalista al fenomeno che negano spesso sia la veridicità che la natura soprannaturale di tali eventi.

## Il miracolo nelle religioni
Nell'ebraismo, così come nell'Islam, i miracoli sono considerati segni dell'onnipotenza di Dio.
Nella Bibbia svariati eventi vengono presentati come miracolosi. Si deve tuttavia fare una differenza tra l'interpretazione ebraica, ovviamente limitata all'Antico Testamento, e l'interpretazione cristiana, che abbraccia soprattutto il Nuovo Testamento, del quale l'Antico è letto come prefigurazione.

### I miracoli nell'Induismo
I testi sacri propri dell'Induismo contengono vari esempi di miracoli, tra cui la comparsa di un ponte sull'oceano per lasciare che gli eserciti di Rāma lo attraversino, il salvataggio divino di Prahlada alla cui vita si era attentato con molti mezzi (fuoco, calpestamento ad opera di elefanti, ecc), la scomparsa del corpo fisico di Mīrābāī e Andal mentre entrano nel santuario di un tempio, Krishna che risuscita dai morti Parikshit. 
In epoca recente si sarebbero verificati miracoli da parte del dio Ganesha; tra i più rilevanti quello del 21 settembre 1995, quando in diverse parti del mondo - dall'Asia alle comunità induiste europee ed americane - le statue della divinità avrebbero bevuto del latte.

### I miracoli nel Cristianesimo
Nel Nuovo Testamento i principali miracoli sono opera di Gesù, e sono accompagnati da un valore simbolico; spesso capita che lo stesso Gesù si rifiuti di fare miracoli per fare proseliti. Da ricordare, come momento topico, la tentazione di Satana che nel deserto propone a Gesù di cambiare i sassi in pane; Gesù rifiuta, con questo e altri segni, di far diventare i miracoli segni per convincere i testimoni. Da ricordare, dopo la moltiplicazione dei pani, come Gesù si nasconda per fuggire alla gente che voleva farlo re. Gesù evita che i miracoli da lui operati possano venir equivocati dalla folla. Numerose sono le volte che Gesù chiede ai miracolati di rimanere in silenzio e di non dirlo, è sempre fatto divieto a chi riceve un miracolo di seguirlo (in una certa visione del messaggio evangelico, l'unico segno attorno a cui ci si può convertire è infatti quello della croce). Il Nuovo Testamento riferisce anche di miracoli operati dagli Apostoli, attribuendoli esplicitamente al potere concesso loro da Gesù, perché potessero testimoniare la loro fede e annunciare il regno di Dio. Essi vengono presentati dagli evangelisti come opere di Gesù, il Cristo, termine greco che traduce l'ebraico Messia, e sono considerati come parte della proclamazione del regno divino, a solo scopo di sollecitare il pentimento e la conversione a Dio.
Nel Nuovo Testamento è presente anche la figura di Simone Mago che compie prodigi considerati veri miracoli dai testimoni.
Sono quattro i termini Greci usati solitamente per indicare i miracoli nella Scrittura:
- Σημεῖα, Semeia, "segni", cioè l'evidenza empirica di intervento o presenza divina (Matteo 12,38-39;16,1-4[4], Marco 8,11[5], Luca 11,16;23,8[6], Giovanni 2,11;2,18;2,23[7], Atti 6,8[8]).
- Θαύματα, Thaumata, "miracoli", cioè portenti, eventi che causano stupore. (Atti 2,19[9]).
- Δυνάμεις, Dynameis, "potenze", cioè opere che presuppongono una forza, o meglio, un potere sovrumano o sovrannaturale (Atti 2,22[10], Romani 15,19[11], 2 Tessalonicesi 2,9[12]).
- Ἔργα, Erga, "opere", cioè le azioni dei santi o di Gesù e i suoi discepoli.

#### I miracoli secondo la Chiesa Cattolica
La Summa Theologiae definisce il miracolo come "un fatto arduo e insolito che si verifica oltre le forze della natura e oltre l’aspettativa o speranza degli uomini, e che genera, perciò meraviglia". Sant'Agostino afferma che «quando Dio opera contro il corso consueto della natura a noi noto, i fatti così prodotti vengono chiamati fatti sorprendenti o meraviglie».
Secondo la Dei Filius, citata dal Catechismo, i miracoli sono "prove esteriori della Rivelazione" (§ 156). I miracoli sono alla radice di varie festività liturgiche: miracolo eucaristico di Bolsena per la solennità del Corpus Domini, alle apparizioni di Paray-le-Monial per la solennità del Sacro Cuore di Gesù e di quelle a santa Faustina Kowalska, per la Domenica della Divina Misericordia.
Il miracolo viene spesso inteso come un'opera diretta di Dio, anche se può avvenire tramite la mediazione intercessoria dei Santi. La Chiesa cattolica romana richiede due distinti eventi miracolosi, avvenuti dopo la morte e riferibili alla sua intercessione, come presupposto per la causa di canonizzazione dei santi, uno per la Beatificazione, più un secondo per la Canonizzazione.
Secondo la procedura attuale, definita nel 1983, l'inchiesta compiuta dalla Chiesa per accertare la verità del miracolo si basa, nei casi di guarigione inspiegabile, su un'attenta analisi dei fatti da parte di una consulta medica nominata dalla Congregazione per le cause dei santi composta da specialisti sia credenti sia non credenti, la quale verifica se il caso in esame soddisfi i sette criteri definiti dal cardinale Prospero Lambertini, poi papa Benedetto XIV, nel De servorum beatificatione et beatorum canonizatione (1734). Fondamentale il 7º e ultimo punto: la guarigione deve dimostrarsi permanente, e ciò richiede un periodo d'osservazione (follow up) notevole, convenzionalmente sui 20-25 anni.
In caso di responso positivo, si valuta se le circostanze dell'evento sono compatibili con un intervento divino, ad esempio se la persona guarita miracolosamente stava pregando o era in pellegrinaggio in un santuario, o se qualcuno aveva fatto una di queste cose per lei, altrimenti la guarigione, anche se avente tutte le caratteristiche oggettive per esser dichiarata miracolosa è archiviata come remissione spontanea.
Taluni sostengono che l'obiezione secondo la quale tra i vari casi miracolosi non si annoverino, tuttavia, casi di ricrescita di arti mutilati o amputati sarebbe falsa, perché almeno un caso di presunto reimpianto miracoloso di una gamba amputata tre anni prima, e seppellita nel campo dell'ospedale, è stato sufficientemente documentato a Calanda in Spagna, nel Seicento, cfr. nella bibliografia Vittorio Messori, Il Miracolo, Rizzoli 1998. In tal senso il CICAP ipotizza (senza apportare alcun documento) oggi la non veridicità della documentazione da cui è attestato l'evento, oppure ipotizza oggi che l'evento sia stato a suo tempo interpretato in modo fuorviante.
Purtuttavia, il miracolo, così come è presentato nei Vangeli, è sempre un fatto pubblico, istantaneo (quindi non una ricrescita lenta), attivato da un gesto o da una parola, volto a dimostrare la misericordia di Dio o la divinità di Gesù.
In senso lato, parte della Chiesa cattolica considera come miracoli anche eventi non prettamente fisici come le guarigioni corporali ma vi include anche i cosiddetti "miracoli spirituali" o "interiori", come per esempio l'improvvisa e completa conversione alla fede di persone fino a un istante prima incredule, atee, fortemente e dichiaratamente ostili e nemiche della fede. Il caso più famoso è, nella Bibbia, la Conversione di Saulo sulla via di Damasco. Altri casi moderni sono state le conversioni di Alphonse Marie Ratisbonne, André Frossard e Bruno Cornacchiola. Naturalmente per tali "miracoli" non sono possibili verifiche da parte di commissioni mediche.
Una categoria particolare di miracoli è rappresentata dai miracoli eucaristici, che possono coinvolgere l'eucaristia in modi diversi. Per l'esame di alcuni di essi è stato possibile il ricorso a moderni esami scientifici: in particolare si tratta del miracolo eucaristico di Lanciano, le cui reliquie sono state sottoposte a esami nel 1970, e dei miracoli eucaristici di Buenos Aires (1992, 1994, 1996), Tixtla (2006), Sokółka (2008) e Legnica (2013).
Un'altra categoria particolare di miracoli è rappresentata dai miracoli di moltiplicazione degli alimenti (cibo e bevande). Vengono citati a questo proposito dalla tradizione cattolica numerosi santi e beati, come sant'Andrea Uberto Fournet, san Gaspare del Bufalo, san Giovanni Bosco, santa Germana Cousin, santa Chiara d'Assisi, san Riccardo di Chichester, santa Teresa d'Avila, santa Francesca Romana, santa Maria Maddalena de' Pazzi, san Pio V, san Tommaso da Villanova, san Luigi Bertrando, santa Rosa da Lima, san Luigi Gonzaga, san Francesco Saverio, santa Cunegonda, sant'Elisabetta del Portogallo, beato Andrea Hibernón, san Crispino da Viterbo, venerabile Giovanna Maria della Croce, santa Veronica Giuliani, san Paolo della Croce, santa Liduina di Schiedam. Esistono spesso testimonianza giurate, citate anche nei processi di beatificazione e canonizzazione. Fra i casi riconosciuti dalla Chiesa cattolica, ci sono il miracolo del riso di Olivenza (Spagna, 1949) e il miracolo dell'acqua di Nipepe (Mozambico, 1989).
Ad eccezione dei miracoli di Gesù contenuti nei Vangeli canonici, la Chiesa cattolica non impone nessun miracolo come obbligatorio da credersi. Per la dottrina cattolica, i miracoli sono segni di Dio e sono orientati alla Fede, non alla soluzione di problemi materiali. Il miracolo non genera automaticamente la Fede in Dio, che può essere aiutata, ma non sostituita, da un evento materiale ancorché miracoloso; pertanto i miracoli non possono costituire la strada ordinaria dell'annuncio della Fede.
Sant'Agostino avverte che i miracoli e le apparizioni possono essere anche opera di un demone per il tramite di un essere umano come un falso profeta. Il demone può desiderare un patto col Diavolo e di essere adorato al posto di Dio. Dio e i Suoi angeli hanno facoltà di fermare e vincere le opere di un demone.
Tommaso d'Aquino dichiara che "Dio ha impresso un ordine stabile nelle creature, in modo però da riservarsi una motivata libertà di agire altrimenti. Egli perciò non muta quando opera qualche cosa al di fuori di esso." Citando Agostino, afferma che «Dio opera contro il consueto corso della natura; ma non fa assolutamente niente contro la legge suprema, come non fa niente contro se stesso». Tuttavia, Dio non opera contro la propria prescienza, volontà e somma bontà.
Essendo l'ordine naturale posto nelle cose dalla libera volontà di Dio, essendo in altre parole la creazione un atto libero di Dio, Egli ha fin dall'inizio previsto la possibilità di essere il solo capace di operare in deroga alle leggi della natura, scelta mai dovuta ad arbitrio o capriccio, ma sempre motivata razionalmente. Pertanto, la violazione delle leggi della natura, essendo stata prevista da Dio per sé stesso fin dall'inizio, non è un venire meno alla Sua immutabilità. Con tale atto, Dio dimostra la Sua libertà e piena signoria sul creato, nonché il Suo amore per l'uomo (a partire dalla risurrezione del Figlio).

## Ebraismo
Maimonide asserisce che il miracolo attesta l'avvenuta creazione del Mondo inoltre può essere di differenti tipologie:
- può perdurare, come il caso delle benedizioni o delle maledizioni;
- può avvenire in modo prodigioso secondo differenti caratteristiche:

la previsione di tale manifestazione;
il luogo e/o il popolo cui può manifestarsi;
qualità e quantità di esso, nel primo caso come il bastone, divenuto serpente ed ancora bastone per Mosè, e nel secondo per gran parte delle dieci piaghe, che in parte presentano le precedenti caratteristiche.
Egli afferma anche che il miracolo, spesso, potrebbe suscitare perplessità qualora sia perpetuo, anche se ciò possibile, infatti l'evento della terra, aperta e poi richiusa, sotto Core ed i suoi seguaci e l'apertura delle acque del Mar Rosso che poi si riversarono su alcuni degli egizi furono non perpetui.
Così Nachmanide, come per la Chassidut, molti spiegano ancora che la stessa esistenza del Creato è un miracolo "continuo" infatti essa potrebbe essere riportata al nulla qualora Dio volesse, anche in un istante, concludendo però con l'espressione "...che Dio non voglia".
Nel testo "Be'ur" di Bahya ben Asher è scritto che esistono "miracoli nascosti" e "miracoli manifesti": del primo caso ve ne furono anche per i patriarchi ebrei, in merito a quelli del secondo è descritto che avvengono ...modificando le "leggi" Naturali della Creazione.

## I miracoli secondo la filosofia e la scienza
I filosofi razionalisti, in particolare David Hume, identificando il Creatore con le sue leggi, hanno opposto obiezioni alla possibilità di eventi miracolosi. La tesi razionalista indica che un evento si può considerare miracoloso solamente perché l'uomo in quel momento non possiede una conoscenza piena ed esaustiva delle leggi della natura che lo regolano. Rifacendosi a Baruch Spinoza, che nel Trattato teologico-politico afferma che i miracoli contraddicono l'immutabilità di Dio e che il richiamo alla volontà divina non sarebbe altro che una scusa per i limiti della nostra conoscenza, il razionalismo afferma che appellarsi a un miracolo è semplicemente un'ammissione di ignoranza.
Voltaire nel suo Dizionario filosofico  afferma che i miracoli contraddicono la perfezione divina in quanto il potere operare contro o in deroga alle leggi della natura è un tipo di imperfezione che Dio avrebbe dovuto prevedere sin dall'inizio del creato.
Tale punto di vista è condiviso da una larga parte degli scienziati contemporanei, per i quali non è possibile parlare di miracolo. I miracoli avvengono infatti nel mondo fisico, che è governato dalle leggi naturali che gli scienziati cercano di scoprire mediante osservazioni e indagini empiriche. Ciò che alcuni considerano un miracolo è semplicemente un fatto per cui ancora non sono note le leggi naturali ordinarie che lo regolano, oppure un fatto la cui spiegazione con leggi naturali ordinarie è ben nota alla comunità scientifica, ma questa spiegazione è ignorata dalle persone che credono a quel miracolo, oppure una leggenda non avvenuta realmente. La scienza cerca le spiegazioni dei fenomeni del mondo fisico nell'ambito delle leggi naturali, rifiutando di considerare qualsiasi ipotesi di intervento soprannaturale o trascendente; il concetto di miracolo inteso come intervento diretto divino sarebbe in contraddizione con il metodo scientifico e l'approccio razionalista, che per i fenomeni fisici non contempla la possibilità di una causalità non materiale. Thomas Paine, uno dei padri fondatori della Rivoluzione Americana, scrisse
(Thomas Paine)
Rudolf Bultmann, nell'ambito del programma di demitizzazione, distingue tra evento prodigioso in sé non credibile e del quale è più lecito dubitare e la meraviglia interiore che destata dal miracolo e che vale come fonte di fede e di conversione.
Anche taluni teologi (come Hans Küng) sposano la tesi dell'inviolabilità delle leggi naturali e quindi dell'impossibilità dei miracoli. Il biblista Xavier Léon-Dufour sostiene che il miracolo non può essere una violazione delle leggi naturali o una deroga ad esse, perché se Dio agisse in questo modo andrebbe contro se stesso, dato che è all'origine del mondo e non in contraddizione ad esso. Secondo il filosofo e teologo protestante James A. Keller, i miracoli intesi come interventi diretti di Dio pongono anche problemi di carattere morale: se Dio, violando le leggi naturali, intervenisse a favore di qualcuno senza fare nulla per le tante altre persone che si trovano nella stessa situazione, farebbe una discriminazione e il miracolo finirebbe per risultare immorale. Altri teologi ritengono invece che i miracoli siano eventi naturali inconsueti, di cui Dio si serve per inviare segnali all'uomo.
Alcuni scienziati credenti sono tuttavia possibilisti sui miracoli, ritenendo che la natura sia più complessa di ciò che immaginiamo e abbia delle potenzialità sconosciute. Essi pensano che le leggi naturali non sarebbero rigide ed immutabili, ma avrebbero un ampio spazio di indeterminazione, per cui non sarebbe possibile conoscerle fino in fondo; in questo quadro si potrebbe inserire un'azione molto sottile del Creatore, che non sarebbe "contro natura" o "in deroga alla natura", ma "secondo natura" in base a regole sconosciute. Altri scienziati interpretano il miracolo in termine di sincronicità. Secondo Colin Humphreys, fisico inglese dell'Università di Cambridge che ha studiato i miracoli dell'Esodo, il miracolo non è rappresentato dall'evento in sé (che è un fatto naturale, anche se di rara frequenza) ma dal fatto che l'evento stesso si verifichi proprio in quell'istante in cui è necessario.

## I miracoli nell'esoterismo
Nell'esoterismo si definiscono due concetti contrapposti di eventi miracolosi:
- i miracoli veri e propri, prodotti dalla teurgia, di competenza della religione;
- i prodigi, prodotti dalla taumaturgia, di competenza della magia.

### Raccolte documentali
- Franco Serafini, Un cardiologo visita Gesù - I miracoli eucaristici alla prova della scienza, Bologna, ESD (Edizioni Studio Domenicano), 2018, ISBN 978-88-709-49-605.
- Maurizio Blondet, Un Cuore per la vita eterna, Edizioni EFFEDIEFFE, 2014, ISBN 978-88-85223-73-8.
- René Laurentin, Lourdes, cronaca di un mistero, Mondadori, 1998.
- Lucia racconta Fatima, a cura di Antonio Maria Martins, Editrice Querinina, Brescia 1999.
- J. Bouflet, P. Boutry. Un segno nel cielo. Le apparizioni della Vergine, Marietti, Genova 1999.
- Vittorio Messori, Il miracolo. Spagna 1640: indagine sul più sconvolgente prodigio mariano, Rizzoli, 1998 (sul mistero della "gamba restituita").
- Ruggero Pegna, Miracolo d'amore (storia di una miracolosa guarigione dalla leucemia), Rubbettino Editore, 2005.
- Piero Vigorelli, Miracoli. Guarigioni, prodigi, apparizioni in Italia e nel mondo, Piemme, 2003.
- Piero Vigorelli, Nuovi miracoli e guarigioni straordinarie, Piemme, 2003.
- AA. VV., Dizionario dei miracoli e dello straordinario cristiano, Vol. 1º: A-L - Vol. 2º: M-Z, EDB, 2008. ISBN 9788810231098 - ISBN 9788810231104

### Studi storici
- Howard Clark Kee, Miracle in the Early Christian Worldː A Study in Sociohistoric Method, New Haven, Yale University Press, 1983.
- Wendy Cotter, Miracles in Greco-Roman Antiquityː A Sourcebook, New York, Routledge, 1999.
- Maria Gerolemou (a cura di), Recognizing Miracles in Antiquity and Beyond, Berlino, De Gruyter, 2018.
- Robert M. Grant, Miracle and Natural Law in the Graeco-Roman and Early Christian Thought, Amsterdam, North-Holland, 1952.
- Graham H. Twelftree (a cura di), The Cambridge Companion to Miracles, Cambridge, Cambridge University Press, 2011.
- Kenneth L. Woodward, he Book of Miraclesː The Meaning of the Miracle Stories in Christianity Judaism Buddhism Hinduism slam, New Haven, Simon & Schuster, 2000.

### Studi teologici
- René Latourelle, Miracoli di Gesù e teologia del miracolo, Cittadella, Assisi, 1987
- I nemici del miracolo in Giovanni Re, Religione e Cristianesimo, Società Editrice Internazionale, Torino 1944/4, pp. 105–119
- Ruben Zimmermann (a cura di), Compendio dei miracoli di Gesù, Brescia, Queriniana, 2018 (con bibliografia)

### Studi critici
- Miracoli, in Voltaire, Dizionario filosofico, 1764
- David Hume, Ricerca sull'intelletto umano, sez. X, Dei miracoli, in Opere, a cura di E. Lecaldano e E. Mistretta, vol. II, Laterza, Bari, 1993, terza edizione, disponibile online qui
- Maurizio Magnani, Spiegare i miracoli. Interpretazione critica di prodigi e guarigioni miracolose, Dedalo, Bari, 2005
- Armando De Vincentiis, Estasi. Stimmate e altri fenomeni mistici, Avverbi, Roma, 1999
- Marco Corvaglia, "La verità su Medjugorje. Il grande inganno", Lindau, Torino, 2018
- Roberto Volterri, "MIRACOLI?", Acacia Edizioni, Binasco (Milano), 2008
- I miracoli, fra teologia e scienza - FAQ, 2008, su uaar.it.